# Alexandre Kojève
Alexandre Kojève [aleksandr kožev], rusky Aleksander Vladimirovič Koževnikov (28. dubna 1902 Moskva – 4. června 1968 Brusel) byl vlivný francouzský filosof a politik ruského původu. Zabýval se hlavně novoplatonismem, filosofií dějin a G. W. F. Hegelem a výrazně ovlivnil francouzskou filosofii 20. století, především spoluprací na vzniku Evropské unie.

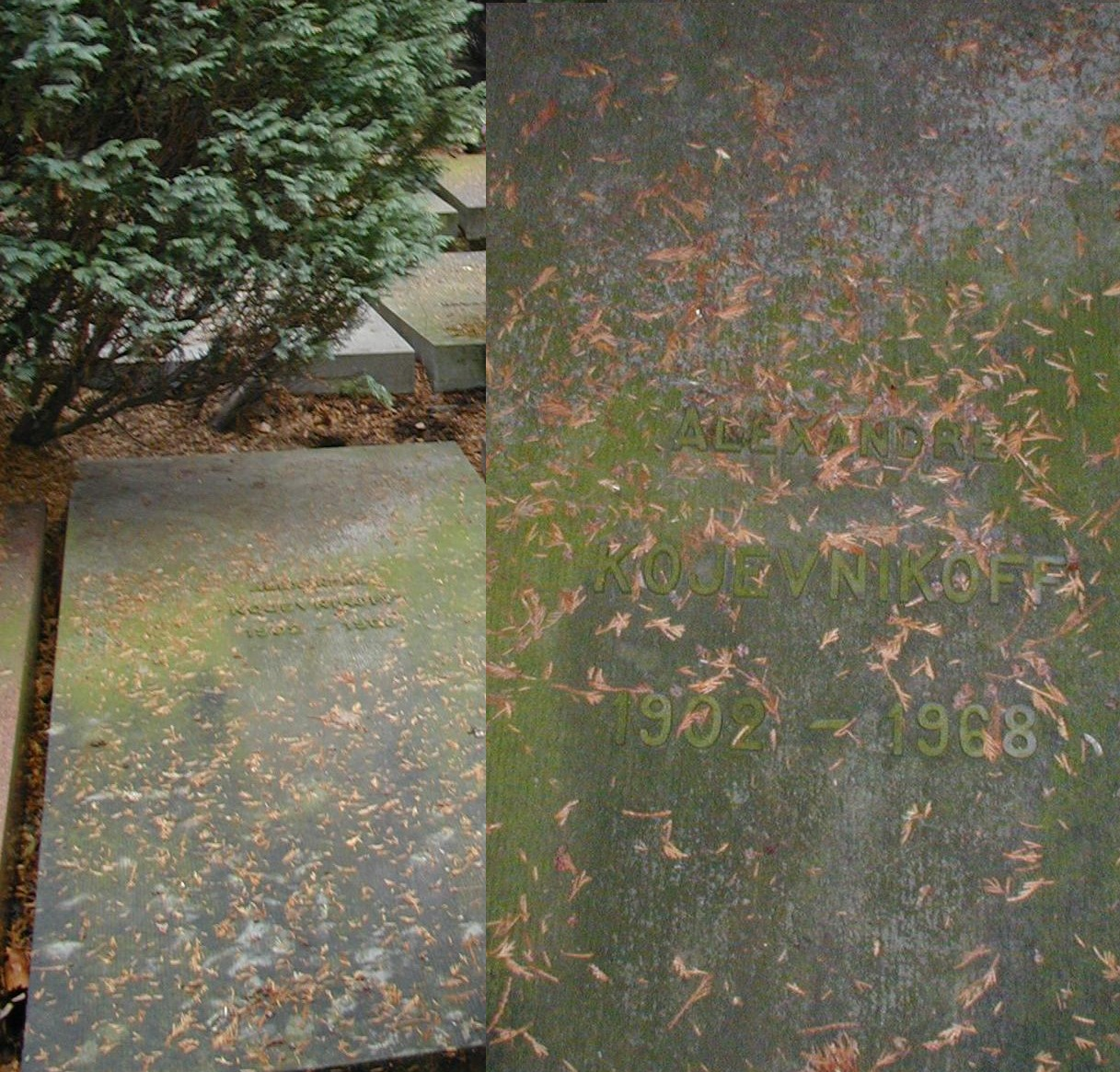
Náhrobek A. Kojeva v Bruselu

## Život
Narodil se v zámožné a vzdělané ruské rodině, která ho dlouho finančně podporovala; jeho strýc byl malíř Vasilij Kandinskij. Od roku 1920 studoval sanskrt a čínštinu, později západní i čínskou filosofii v Heidelbergu a v Berlíně, kde se seznámil jak s filosofií M. Heideggera, tak také s A. Koyrém, Leo Straussem a dalšími významnými osobami. Roku 1924 obhájil pod vedením Karla Jasperse disertaci o ruském mystiku a filosofovi V. Solovjevovi a roku 1928 odešel do Francie. V hospodářské krizi přišel o majetek a v letech 1933–1939 přednášel v zastoupení A. Koyrého na École pratique des hautes études v Paříži o Hegelově filosofii.
Jeho přednášky o Hegelově "Fenomenologii ducha" navštěvovala malá skupina lidí, kteří se ale později proslavili a jejich prostřednictvím se tak ve Francii znovu oživila Hegelova filosofie. Mezi posluchače této pověstné přednášky patřili Raymond Queneau, Georges Bataille, Jacques Lacan, Pierre Klossowski, Roger Caillois, Jean Wahl, Eric Weil, Jean Hyppolite, Maurice Merleau-Ponty, Jean-Paul Sartre, Raymond Aron a Hannah Arendtová.
Po okupaci Francie se odstěhoval do Marseille, kde napsal studii o autoritě a podílel se na odboji. Po válce byl dlouho bez zaměstnámí, až mu jeden z bývalých posluchačů obstaral místo v ekonomickém výzkumu a později na Ministerstvu hospodářství. Od roku 1948 byl tajemníkem OECD a poradcem francouzských vlád v evropských otázkách. Podílel se na jednáních o Schumannově plánu, GATT a společném trhu. Zemřel na srdeční selhání v Bruselu při přednášce o evropské hospodářské politice. Pověsti o tom, že pracoval pro sovětskou tajnou službu se nikdy nepotvrdily.

## Myšlenky
Kojève byl velmi originální a často provokativní myslitel, kterého nelze dobře zařadit. Svědčí o tom už šíře jeho filosofického zájmu, který sahal od Solovjeva a novoplatoniků přes dějiny filosofie a zejména Hegelova díla až po estetiku a politickou filosofii. Mezi proudy, které ho podstatně ovlivnily, patřila vedle hegelovství také fenomenologie Husserlova a Heideggerova. V politické filosofii byl sice blíže nemarxistické levici, nicméně byl v celoživotním přátelském vztahu s mysliteli vyloženě konzervativními, jako byl Leo Strauss nebo i Carl Schmitt.
Mezi velká témata, která pro současnou filosofii znovu objevil, patří motiv lidské touhy, kterou se člověk přesahuje, a kterou Kojeve vykládal na slavném Hegelově podobenství o pánu a rabu. Specificky lidská touha je touha po uznání, která vede k zápasu, v němž ale soupeř nesmí být zabit: jde přece o jeho uznání.
Téma „konce dějin“ pojal Kojeve také poměrně nečekaným způsobem. Konec dějin podle něho už nastal ve Francouzské revoluci a Napoleonské Evropě s nastolením občanské společnosti. Od té doby se jen naplňuje, zejména v USA, kde se podařilo odstranit společenské třídy a provoz státu plně racionalizovat. Období historického člověka a politického jednání končí a lidé budou své uskutečnění hledat v umění, v lásce a ve hře. Z tohoto pojetí vyšlo také mnohem jednodušší schéma konce dějin F. Fukuyamy. V „Náčrtu fenomenologie práva“ (1943) postavil proti sobě aristokratické a občanské pojetí práva a po léta polemizoval s politickou filosofií svého přítele Leo Strausse.
Ačkoli se sám provokativně označil za „jediného skutečného stalinistu“, o SSSR napsal, že je to poslední kapitalistický stát na světě a marxismus pokládal za zastaralý a nepoužitelný. Když si ho roku 1967 pozvali revoluční studenti do Berlína a ptali se ho, co mají dělat, řekl prý, že se mají naučit řecky.
Kojevův vliv na francouzské myšlení 20. století byl mimořádný. Kromě kroužku posluchačů jeho jediného semináře z let 1933-1939 se k němu hlásili například Jacques Derrida, Michel Foucault nebo Allan Bloom. Jejich prostřednictvím ovlivnil i postmoderní filosofii. U nás ovlivnil Jana Patočku.

## Hlavní spisy
Nejslavnější dílo, „Úvod do četby Hegela“, vydal roku 1947 R. Queneau bez autorovy účasti na základě zápisků někdejších posluchačů – podobně jako vznikla např. Hegelova „Estetika“.
- Die religiöse Philosophie Wladimir Solowjews („Náboženská filosofie Vladimíra Solovjeva“, 1926)
- L'athéisme („Ateismus, 1931).
- La notion de l'autorité („Pojem autority“, 1942).
- Esquisse d'une phénoménologie du droit (Náčrt fenomenologie práva, 1943).
- Hegel, Marx et le christianisme („Hegel, Marx a křesťanství. In: Critique 3–4, 1946).
- Introduction à la lecture de Hegel. („Úvod do četby Hegela“,1947)
- Kant (1952).
- Le concept, le temps et le discours („Pojem, čas a diskurz“, 1952–1956).
- L'empereur Julien et son art d'écrire („Císař Julián a jeho umění psát“, 1964).
- Essai d'une histoire raisonnée de la philosophie païenne. („Pokus o soustavnou historii pohanské filosofie“ 1.–3., 1966–1973)